# Das körperlose Wesen
Das körperlose Wesen (Originaltitel: Beyond the Farthest Star) ist die erste Episode der ersten Staffel der Science-Fiction-Zeichentrickserie Die Enterprise. Sie wurde in englischer Sprache erstmals am 8. September 1973 bei NBC ausgestrahlt. In Deutschland war sie zum ersten Mal unter dem Titel Keine Blumen für Kirk am 26. Oktober 1976 in einer stark geschnittenen und inhaltlich veränderten synchronisierten Fassung im ZDF zu sehen. Eine ungekürzte, originalgetreue Synchronfassung erschien erstmals 1994 auf VHS. Die erste Fernsehausstrahlung dieser Fassung erfolgte am 8. September 2016 auf Tele 5.

## Handlung
Im Jahr 2269 bei Sternzeit 5221.3 ist die Enterprise auf Kartierungsmission. Der tote Stern Questar M-17 soll genauer untersucht werden, da von ihm ungewöhnliche Radiowellen ausgehen. Die Enterprise wird von der ungewöhnlich starken Schwerkraft des Sterns angezogen und droht abzustürzen, kann aber schließlich in eine stabile Umlaufbahn gelenkt werden.
Die Besatzung der Enterprise entdeckt ein riesiges, unbekanntes Raumschiff, das sich ebenfalls in einer Umlaufbahn um den Stern befindet und aus mehreren miteinander verbundenen Habitaten besteht. Es stellt sich als die Quelle der Radiowellen heraus. Nach den Messungen des ersten Offiziers Spock befindet sich kein Leben mehr an Bord und das Schiff scheint sich seit 300 Millionen Jahren hier zu befinden. Captain Kirk entschließt sich zu einer genaueren Untersuchung und beamt gemeinsam mit Spock, Schiffsarzt McCoy und Chefingenieur Scott hinüber. Sie stellen fest, dass das Schiff wohl von einer insektenartigen Spezies gebaut wurde. Sämtliche Habitate wurden von innen heraus gesprengt und Spock vermutet, dass die Besatzung ihr Schiff absichtlich zerstören wollte. Die Radiosignale verstummen und als das Außenteam die Kontrollzentrale betritt, wird es plötzlich dort eingeschlossen. Eine aufgezeichnete Nachricht wird abgespielt, die Spocks Vermutung bestätigt. Das Schiff wurde von einem körperlosen magnetischen Organismus befallen und da die Besatzung keinen Weg fand, ihn wieder loszuwerden, entschloss sie sich zur Zerstörung des Schiffs, um zu verhindern, dass er sich in der Galaxie verbreitet. Während diese Nachricht abgespielt wird, versucht der Organismus gewaltsam in die Kontrollzentrale einzudringen.
Das Außenteam wird zurück auf die Enterprise gebeamt. Unbeabsichtigt gelangt so auch der magnetische Organismus an Bord und übernimmt umgehend die Kontrolle über die Schiffssysteme. Die Navigationskonsole kann durch ein Kraftfeld vor der Übernahme bewahrt werden. Das Wesen benutzt die Phaser der Enterprise, um das fremde Schiff zu vernichten, und will die Besatzung mithilfe der internen Verteidigungssysteme dazu zwingen, es in einen anderen Teil der Galaxie zu bringen. Kirk muss die Navigationskonsole freigeben. Dabei beschädigt er sie jedoch absichtlich, sodass Spock und Scott sie reparieren müssen. Sie kann anschließend nur noch manuell durch die Besatzung, nicht aber direkt durch das Wesen bedient werden. Kirk will das Wesen dadurch über seinen geheimen Plan im Unklaren lassen. Die Enterprise setzt einen neuen Kurs und für das Wesen sieht es so aus, als würde das Schiff in den Stern stürzen. Panisch verlässt es das Schiff und wird nun von der Gravitation von Questar M-17 eingefangen. Zu spät erkennt es, dass Kirk eigentlich ein Slingshot-Maneuver ausgeführt hat, das die Enterprise aus der Umlaufbahn des Sterns hinauskatapultiert. Das Wesen ist nun auf dem Stern gefangen und die Enterprise kann ihre Mission fortsetzen.

## Besonderheiten

### Verbindungen zu anderen Star-Trek-Produktionen
Einige Elemente aus dieser Folge wurden in späteren Star-Trek-Produktionen wieder aufgegriffen:
- Mit dem Edosianer Arex ist erstmals in Star Trek ein gänzlich außerirdisches Besatzungsmitglied der Enterprise zu sehen. In der Originalserie Raumschiff Enterprise waren neben Spock (der halb Mensch und halb Vulkanier ist) sowohl auf der Enterprise als auch auf anderen Raumschiffen und Basen der Sternenflotte ausschließlich menschliche Besatzungsmitglieder zu sehen. Außerirdische Angehörige der Sternenflotte wurden lediglich erwähnt. In der Folge Ein Parallel-Universum war ein weiterer Vulkanier zu sehen – allerdings nur in der Spiegeluniversums-Version der Enterprise. Mit der Caitianerin M’Ress wurde im weiteren Verlauf der Serie Die Enterprise noch ein weiteres außerirdisches Besatzungsmitglied eingeführt. Ab Star Trek: Der Film aus dem Jahr 1979 waren dann auch in allen Spielfilmen und Realfilmserien durchgängig außerirdische Sternenflottenangehörige zu sehen.
- Die Spezies der Edosianer wurde in den späteren Filmen und Serien zunächst weitgehend ignoriert und erst in den Folgen 1.07 (Viel Lärm um Boimler) und 3.04 (Raum für Entfaltung) der animierten Serie Star Trek: Lower Decks aus den Jahren 2020 und 2022 wieder aufgegriffen.
- Mit den Lebenserhaltungsgurten wird in dieser Folge eine neue Technologie einführt, die es in der Vorgängerserie Raumschiff Enterprise noch nicht gab. Diese Gurte erzeugen ein Kraftfeld um eine Person und erfüllen somit die Funktion eines Raumanzugs. Diese Gurte wurden noch in drei weiteren Folgen von Die Enterprise verwendet; in den folgenden Filmen und Serien kommen sie jedoch nicht mehr vor.

### Sonstiges
Die Folge wurde in den Vereinigten Staaten landesweit erstmals am 8. September 1973 ausgestrahlt. Die einzige Ausnahme bildete Los Angeles, wo die Folge erst am 22. Dezember 1973 gezeigt wurde. Der Grund hierfür war, dass George Takei, Sprecher von Sulu, zu dieser Zeit für den Stadtrat von Los Angeles kandidierte. Gemäß den Vorschriften der Federal Communications Commission hätte die Folge als Sendezeit eines Kandidaten für ein politisches Amt gegolten und NBC hätte allen Mitbewerbern ebenso viel Sendezeit einräumen müssen. Die Ausstrahlung der Folge wurde daher in Los Angeles auf einen Zeitpunkt nach der Wahl verschoben.

## Produktion

### Drehbuch
Der Originaltitel der Folge geht zurück auf den Science-Fiction-Roman Beyond the Farthest Star von Edgar Rice Burroughs, der in zwei Teilen 1942 und 1964 veröffentlicht wurde.
Samuel A. Peeples hatte bereits das Drehbuch für den zweiten Pilotfilm von Raumschiff Enterprise, Die Spitze des Eisberges, geschrieben und wurde daher von Star-Trek-Schöpfer Gene Roddenberry als Drehbuchautor für die Pilotfolge der Zeichentrickserie Die Enterprise vorgeschlagen.

### Sprecher und Figuren
Die beiden Nebenfiguren Lieutenant Arex und Schwester Christine Chapel treten in dieser Folge zwar auf, haben aber keinen Text.
Arex ersetzt in Die Enterprise Pavel Chekov als Navigator der Enterprise, da Walter Koenig, der Chekov in Raumschiff Enterprise gespielt hatte, aus Budgetgründen nicht als Synchronsprecher für die Zeichentrickserie übernommen wurde.
Die Nebenfigur des Lieutenant Kyle wird nicht von John Winston gesprochen, der ihn zuvor in Raumschiff Enterprise verkörpert hatte, sondern von James Doohan, der neben Chefingenieur Montgomery Scott auch zahlreiche weitere Nebenfiguren und Gastcharaktere sprach. Kyle hat noch in fünf weiteren Folgen von Die Enterprise Auftritte, Das körperlose Wesen ist jedoch die einzige, in der er Text hat.

## Adaptionen
Alan Dean Foster schrieb eine Textfassung von Das körperlose Wesen, die auf Englisch erstmals 1974 in der Geschichtensammlung Star Trek Log 1 erschien. Die deutsche Übersetzung erschien 1993.

## Rezeption
Valerie Complex erstellte 2017 für die Website gamespot.com ein Ranking der Pilotepisoden aller bis dahin erschienenen Star-Trek-Serien. Das körperlose Wesen führte sie dabei auf Platz 6.
Die Website Heroes & Icons führte Das körperlose Wesen 2017 als eine der gruseligsten Episoden von Star Trek.
James Whitbrook führte Das körperlose Wesen 2020 auf gizmodo.com.au als eine der zehn wichtigsten Folgen von Die Enterprise.
Dusty Stowe erstellte 2023 für die Website screenrant.com ein Ranking der Pilotepisoden aller elf bis dahin veröffentlichten Star-Trek-Serien (Die Anthologie-Serie Star Trek: Short Treks blieb unberücksichtigt). Das körperlose Wesen führte er dabei als schwächste Pilotepisode.
Jack Kiely führte Das körperlose Wesen 2023 auf whatculture.com in einer Liste der zehn wichtigsten Folgen von Die Enterprise auf Platz 10.